# L'Étrange Histoire du coupeur de bois
Pour plus de détails, voir Fiche technique et Distribution.
L'Étrange Histoire du coupeur de bois (Metsurin tarina) est une comédie dramatique finlandaise, néerlandaise, danoise et allemande réalisée par Mikko Myllylahti et sortie en 2022.

## Synopsis
Dans cette commune finlandaise enneigée, une annonce consterne sa population de bucherons, jusque là heureuse : la scierie locale va fermer ! 
Plus assez rentable...
Ils sont désemparés, déracinés... L'un d'eux se sert même de sa hache pour faire Justice et occire le coiffeur – un  don Juan de l'endroit – qui les fait cocus... avant de se jeter sous un camion...  
Un monde étrange construit de faits divers assemblés l'un derrière l'autre....
Lorsqu'un individu bizarre, genre prédicateur, prêcheur, hypnotiseur, vient rompre le train-train de la communauté, accompagné d'une assistante organiste, un peu déboussolée, qui ajoutera au désarroi et à l'angoisse ambiante.

## Fiche technique
Sauf indication contraire, les informations mentionnées dans cette section peuvent être confirmées par la base de données cinématographiques IMDb,  présente dans la section « Liens externes ».
- Titre original : Metsurin tarina
- Titre français : L'Étrange Histoire du coupeur de bois
- Réalisation et scénario : Mikko Myllylahti
- Musique : Jonas Struck
- Photographie : Arsen Sarkisiants
- Montage : Jussi Rautaniemi
- Décors :
- Costumes : Minke Lunter
- Production : Emilia Haukka et Jussi Rantamäki
  - Coproducteur : Melanie Blocksdorf, Peter Hyldahl, Koji Nelissen, Derk-Jan Warrink et Jamila Wenske
  - Producteur exécutif : Paria Eskandari
  - Assistant producteur : Laura Bøcher Ursø
- Société de production : Aamu Film Company, Beofilm et Achtung Panda! Media
- Société de distribution : Totem Films et Urban Distribution
- Pays de production :  Finlande,  Pays-Bas,  Danemark et  Allemagne
- Langue originale : finnois
- Format : couleur — 2,35:1
- Genre : Comédie dramatique
- Durée : 99 minutes
- Dates de sortie :
  - France : 
    - 19 mai 2022 (Cannes)
    - 4 janvier 2023 (en salles)

  - Finlande : 
    - 21 septembre 2022 (Helsinki)
    - 7 octobre 2022 (en salles)

  - Canada : 7 octobre 2022 (Hamburg)
  - Allemagne : 3 novembre 2022 (Lübeck)
  - Pays-Bas : 10 novembre 2022 (Noordelijk)
  - Danemark : 15 décembre 2022

## Distribution
- Jarkko Lahti : Pepe
- Hannu-Pekka Björkman : Thomas
- Ulla Tapaninen : Irmeli
- Livo Tuuri : Petit Tuomas
- Marc Gassot : Jaakko
- Katja Küttner : Kaisa
- Armi Toivanen : Maija
- Lauri Maijala : Parturi

## Accueil

### Accueil critique
En France, le site Allociné propose une moyenne de 3⁄5, fondée sur 12 critiques de presse.